# Oxycoupage

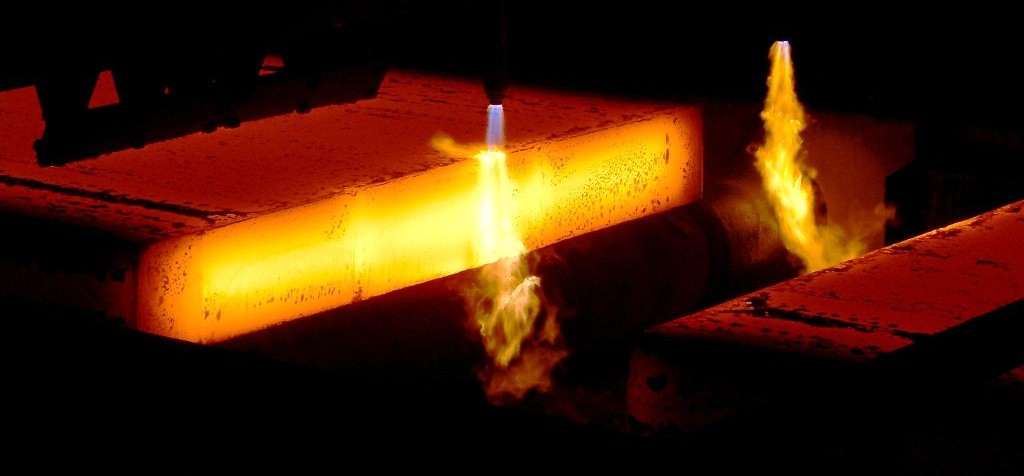
Oxycoupage d'une brame d'acier

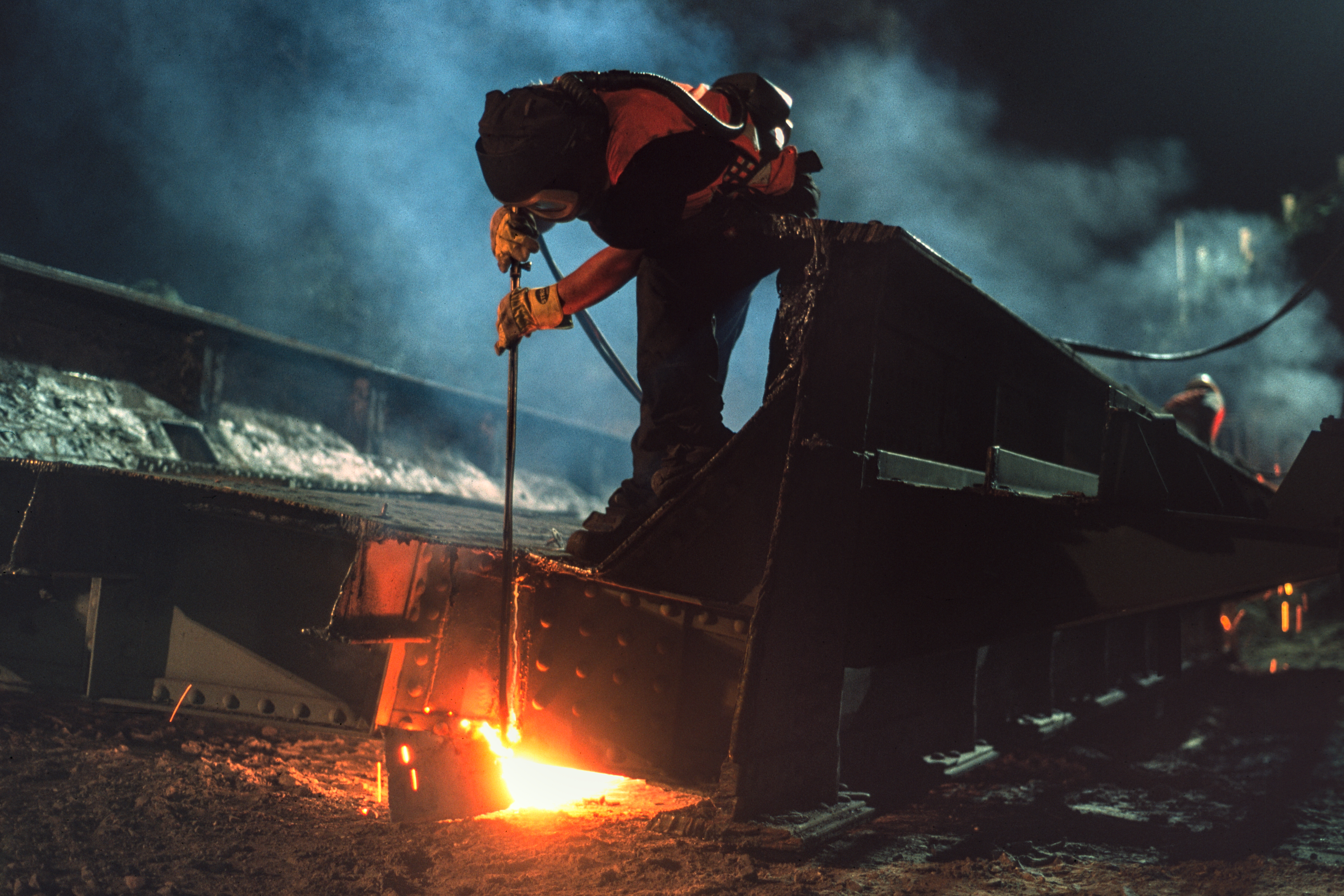
Le renforcement de la superstructure métallique du pont ferroviaire de Zweinaundorfer Straße, près de la gare d'Anger-Crottendorf à Leipzig a été réalisé au moyen d’une grue mobile. Dans un premier temps, seule la superstructure de la voie directionnelle vers Stötteritz a été enlevée. Par la suite, les ouvriers ont commencé à démanteler la construction par découpage autogène. La mise à la ferraille a eu lieu sur place et a duré jusqu’aux premières heures du lendemain matin. Juillet 2020

 (mars 2024).
Si vous disposez d'ouvrages ou d'articles de référence ou si vous connaissez des sites web de qualité traitant du thème abordé ici, merci de compléter l'article en donnant les références utiles à sa vérifiabilité et en les liant à la section « Notes et références ».
L'oxycoupage est un procédé de découpage des métaux, par oxydation localisée mais continue, à l'aide d'un jet d'oxygène pur. Il est nécessaire, pour cela, de porter à une température d'environ 1 300 °C, dite température d'amorçage (ou d'ignition), le point de la pièce où l'on va commencer la coupe, qui peut être manuelle ou automatisée selon un gabarit de coupage. Son numéro de classification par la norme ISO 4063 est 81 (pour Coupage à la flamme).

## Procédé
Ce procédé nécessite :
- une flamme de chauffe (oxy-gaz) pour l'amorçage et l'entretien de la coupe, où plusieurs types de gaz peuvent être utilisés ;
  - acétylène,
  - tétrène : mélange d'hydrocarbures dont l'acétylène et le propadiène ;
- un jet de coupe central d'oxygène pur, venant en milieu de buse, qui permet la combustion dans la saignée et sur toute l'épaisseur à couper. Ce jet de coupe a aussi un rôle mécanique d'élimination des oxydes formés (scories). L'efficacité de la coupe sera améliorée par un très haut degré de pureté de l'oxygène.

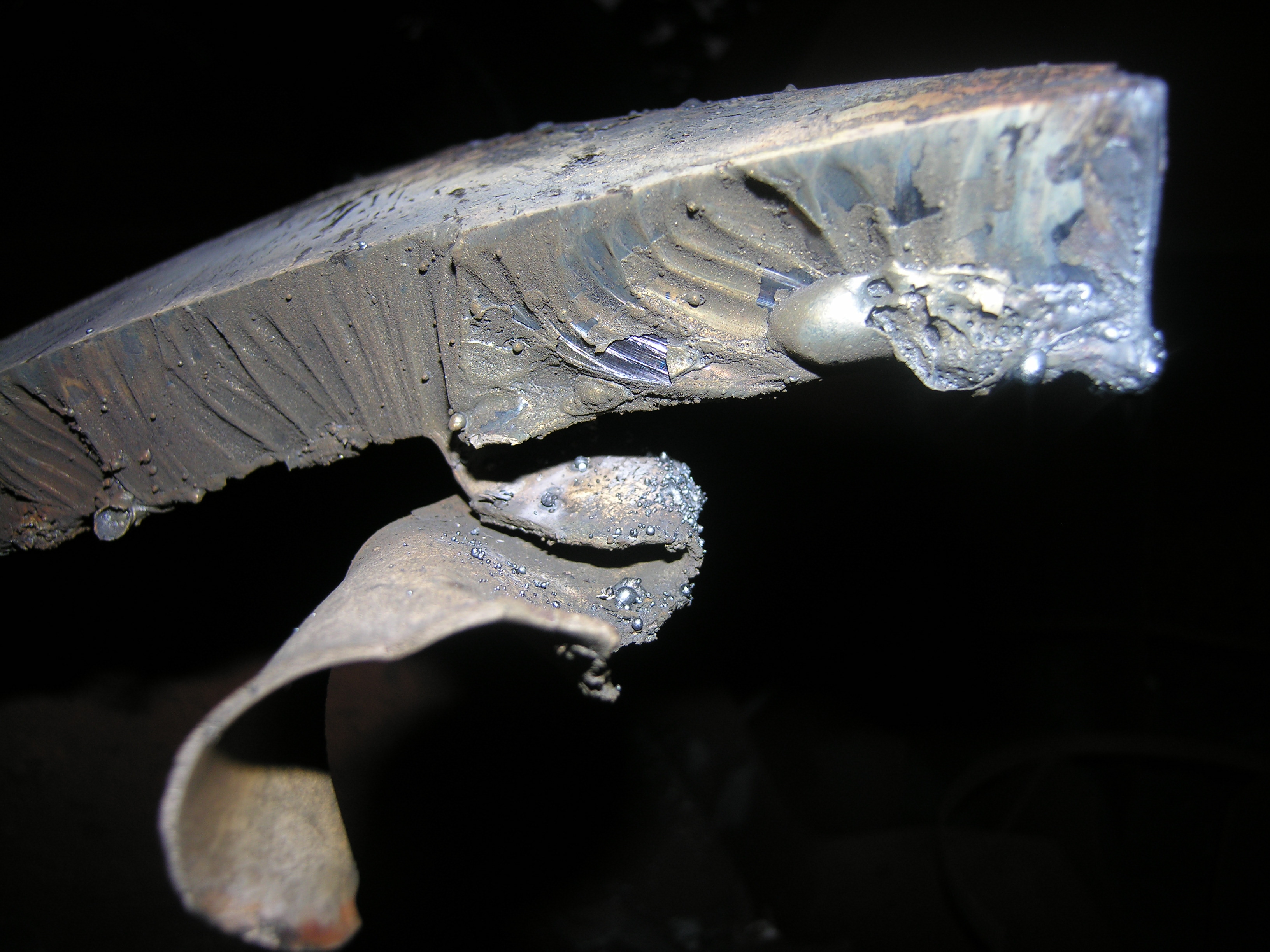
Morceau de métal découpé par oxycoupage

Le choix du combustible se fera en fonction de différents paramètres tels que l'épaisseur de la pièce, la vitesse de coupe, le temps de préchauffage ou la qualité de la coupe.

## Utilisation
L'oxycoupage est utilisé pour des aciers doux ou faiblement alliés, et sur des épaisseurs allant de quelques millimètres à près d'un mètre pour les pièces les plus massives.
Ce procédé est utilisé dans le secteur de la sidérurgie ou dans le secteur du démantèlement.
Pour avoir un résultat plus esthétique, d'autres procédés de découpage existent, tels que la découpe laser ou le découpage plasma.